# Handball Club Mouscron
Maillots
Actualités
Le Handball Club Mouscron, abrégé en HC Mouscron, est un club belge de handball, situé à  Mouscron dans la province de Hainaut en Belgique.
Porteur du matricule 418, le club francophone est affilié à la LFH et évolue en Promotion Brabant-Hainaut (4e niveau) pour la saison 2022-2023. Le club joue ses matchs à domicile au Hall Max Lessines, à Mouscron.

## Histoire

### Une nouvelle ère (depuis 2015)
Après un an d'hibernation, le club se voit de nouveau refondé en 2015, via l'intermédiaire de cinq hommes : David Poulet, Christian Terryn, Simon Grillet, Daniel et Steijn Tack. Il portera désormais le nom du Handball Club Mouscron.
La première saison du club dans cette nouvelle ère est concluante puisque le club remporte la Promotion Brabant-Hainaut. La saison suivante, Le club wallon accède pour la première fois de son histoire en D1 LFH.
Malheureusement, le promu finira dans les deux dernières places du championnat synonyme de relégation lors de cette première saison.

## Personnalités liées au club

### Présidents
| Nom              | Période   |
| ---------------- | --------- |
| Christian Terryn | 2015-2019 |
| Quentin Wallez   | 2019-2023 |
| Christian Terryn | 2023-     |

### Entraîneurs
| Nom               | Période   |
| ----------------- | --------- |
| David Poulet      | 2015-2016 |
| Philippe Librecht | 2016-2019 |
| Grégory Delrue    | 2019-2021 |
| Lionel Lemaire    | 2021-2024 |
| László Baán       | 2024-     |

## Palmarès
- Champion de la Promotion Brabant-Hainaut en 2015-2016.

## Bilan saison par saison
| Saison    | Championnat               | Classement | Notes                                                 |
| --------- | ------------------------- | ---------- | ----------------------------------------------------- |
| 2011-2012 | Promotion Brabant-Hainaut | 4e / 10    |                                                       |
| 2012-2013 | Promotion Brabant-Hainaut | 4e / 15    |                                                       |
| 2013-2014 | Promotion Brabant-Hainaut | 6e / 15    |                                                       |
| 2014-2015 | /                         |            | Disparition du club                                   |
| 2015-2016 | Promotion Brabant-Hainaut | 1er / 13   | Refondation du club + Champion et accession en D1 LFH |
| 2016-2017 | D1 LFH                    | 10e / 10   | Relégué en PBH                                        |
| 2017-2018 | Promotion Brabant-Hainaut | 13e / 16   |                                                       |
| 2018-2019 | Promotion Brabant-Hainaut | 11e / 15   |                                                       |
| 2019-2020 | Promotion Brabant-Hainaut | -          | Suspension dû au Covid-19                             |
| 2020-2021 | Promotion Brabant-Hainaut | -          | Suspension dû au Covid-19                             |
| 2021-2022 | Promotion Brabant-Hainaut | 9e / 11    |                                                       |
| 2022-2023 | Promotion Brabant-Hainaut | 5e / 13    |                                                       |
| 2023-2024 | Promotion Brabant-Hainaut | 3e / 9     | Accession aux Playoffs (6e / 8)                       |

1. ↑  Seuls les principaux titres en compétitions officielles sont indiqués ici.